# Tour Championship 2025
Die Sportsbet.io Tour Championship 2025 war ein Snookerturnier der Saison 2024/25, das vom 31. März bis 6. April ausgetragen wurde. Wie im Jahr zuvor fand es in Manchester in Nordwestengland in der ehemaligen Bahnstation Manchester Central statt.
Zum siebten Mal bildete die Tour Championship den Abschluss der Players Series. Teilnehmer waren jeweils die besten Spieler der Rangliste der laufenden Spielzeit. Der World Grand Prix mit 32 Spielern und die Players Championship mit 16 Spielern waren die ersten beiden Stationen. Die Top 12 nach der Players Championship waren für das dritte Turnier qualifiziert.
Vorjahressieger war der Waliser Mark Williams, der aber die erste Turnierrunde nicht überstand. Im Finale siegte John Higgins mit 10:8 über Mark Selby. Für den Schotten war es der erste Sieg bei der Tour Championship und der 33. Ranglistentitel seiner Karriere. 

## Preisgeld
Die Summe, die zur Verteilung stand, lag wie im Vorjahr bei 500.000 £, die Aufteilung blieb unverändert.
|                 | Preisgeld |
| --------------- | --------- |
| Sieger          | 150.000 £ |
| Finalist        | 60.000 £  |
| Halbfinalist    | 40.000 £  |
| Viertelfinalist | 30.000 £  |
| Runde 1         | 20.000 £  |
| Höchstes Break  | 10.000 £  |
| Insgesamt       | 500.000 £ |

## Setzliste
Die Setzliste wurde basierend auf der Einjahresrangliste vom Saisonstart bis unmittelbar vor diesem Turnier ermittelt. In die Wertung gingen die gewonnenen Preisgelder bei Ranglistenturnieren von der Championship League im Juli 2024 bis zur Players Championship Mitte März 2025 ein.
| Rang | Spieler        | Gewinnsumme (£) |
| ---- | -------------- | --------------- |
| 1    | Judd Trump     | 1.093.200       |
| 2    | Kyren Wilson   | 721.800         |
| 3    | Neil Robertson | 472.050         |
| 4    | John Higgins   | 398.750         |
| 5    | Xiao Guodong   | 346.500         |
| 6    | Mark Selby     | 325.000         |
| 7    | Mark Williams  | 305.600         |
| 8    | Shaun Murphy   | 297.900         |
| 9    | Barry Hawkins  | 296.550         |
| 10   | Ding Junhui    | 270.000         |
| 11   | Si Jiahui      | 254.200         |
| 12   | Wu Yize        | 240.600         |

## Players Series
Die Tour Championship entschied auch darüber, wer die Players Series gewann. Nur Judd Trump oder Kyren Wilson hätten den Führenden Neil Robertson im letzten Turnier noch abfangen können. Alle drei schieden aber im Viertelfinale aus und der Australier gewann bereits zum dritten Mal die Zusatzwertung. Für den besten Spieler aus drei Turnieren gab es eine Siegprämie von 100.000 £.
| Spieler        | Erzieltes Preisgeld in £ | Erzieltes Preisgeld in £ | Erzieltes Preisgeld in £ | Gesamtsumme |
| Spieler        | World Grand Prix         | Players Championship     | Tour Championship        | Gesamtsumme |
| -------------- | ------------------------ | ------------------------ | ------------------------ | ----------- |
| Neil Robertson | 180.000                  | 35.000                   | 30.000                   | 245.000     |
| John Higgins   | 20.000                   | 35.000                   | 150.000                  | 205.000     |
| Kyren Wilson   | 15.000                   | 150.000                  | 30.000                   | 195.000     |
| Judd Trump     | 35.000                   | 70.000                   | 30.000                   | 135.000     |
| Mark Selby     | 20.000                   | 20.000                   | 60.000                   | 100.000     |
| Stuart Bingham | 80.000                   | –                        | –                        | 80.000      |
| Shaun Murphy   | 35.000                   | 20.000                   | 20.000                   | 75.000      |
| Barry Hawkins  | 15.000                   | 15.000                   | 40.000                   | 70.000      |
| Xiao Guodong   | 20.000                   | 20.000                   | 30.000                   | 70.000      |
| Ding Junhui    | 10.000                   | 15.000                   | 40.000                   | 65.000      |
| Wu Yize        | 15.000                   | 15.000                   | 20.000                   | 50.000      |
| Mark Williams  | 10.000                   | 20.000                   | 20.000                   | 50.000      |

## Turnierplan
Die zwölf Teilnehmer aus der Einjahresrangliste ermittelten in vier Runden mit jeweils zwei Sessions pro Match den Turniersieger. Die ersten drei Runden erstreckten sich jeweils über zwei Tage, das Finale fand am Sonntag, dem 6. April, statt. Alle Matches wurden über 10 Gewinnframes (Best of 19) entschieden.
|  | Runde 1 (Best of 19) | Runde 1 (Best of 19) | Runde 1 (Best of 19) |    |               | Viertelfinale (Best of 19) | Viertelfinale (Best of 19) | Viertelfinale (Best of 19) |    |               | Halbfinale (Best of 19) | Halbfinale (Best of 19) | Halbfinale (Best of 19) |  |  | Finale (Best of 19) | Finale (Best of 19) | Finale (Best of 19) |
|  |                      |                      |                      |    |               |                            |                            |                            |    |               |                         |                         |                         |  |  |                     |                     |                     |
|  |                      |                      |                      |    |               | 1                          | Judd Trump                 | 5                          |    |               |                         |                         |                         |  |  |                     |                     |                     |
|  | 8                    | Shaun Murphy         | 1                    |    |               | 1                          | Judd Trump                 | 5                          |    |               |                         |                         |                         |  |  |                     |                     |                     |
|  | 8                    | Shaun Murphy         | 1                    | 9  | Barry Hawkins | 10                         |                            |                            |    |               |                         |                         |                         |  |  |                     |                     |                     |
|  | 9                    | Barry Hawkins        | 10                   | 9  | Barry Hawkins | 10                         |                            |                            | 9  | Barry Hawkins | 7                       |                         |                         |  |  |                     |                     |                     |
|  | 9                    | Barry Hawkins        | 10                   |    |               |                            |                            |                            | 9  | Barry Hawkins | 7                       |                         |                         |  |  |                     |                     |                     |
|  |                      |                      |                      |    | 4             | John Higgins               | 10                         |                            |    |               |                         |                         |                         |  |  |                     |                     |                     |
|  |                      |                      |                      | 4  | 4             | John Higgins               | 10                         | John Higgins               | 10 |               |                         |                         |                         |  |  |                     |                     |                     |
|  | 5                    | Xiao Guodong         | 10                   | 4  |               |                            |                            | John Higgins               | 10 |               |                         |                         |                         |  |  |                     |                     |                     |
|  | 5                    | Xiao Guodong         | 10                   | 5  | Xiao Guodong  | 3                          |                            |                            |    |               |                         |                         |                         |  |  |                     |                     |                     |
|  | 12                   | Wu Yize              | 8                    | 5  | Xiao Guodong  | 3                          |                            |                            | 4  | John Higgins  | 10                      |                         |                         |  |  |                     |                     |                     |
|  | 12                   | Wu Yize              | 8                    |    |               |                            |                            |                            | 4  | John Higgins  | 10                      |                         |                         |  |  |                     |                     |                     |
|  |                      |                      |                      |    | 6             | Mark Selby                 | 8                          |                            |    |               |                         |                         |                         |  |  |                     |                     |                     |
|  |                      |                      |                      | 3  | 6             | Mark Selby                 | 8                          | Neil Robertson             | 1  |               |                         |                         |                         |  |  |                     |                     |                     |
|  | 6                    | Mark Selby           | 10                   | 3  |               |                            |                            | Neil Robertson             | 1  |               |                         |                         |                         |  |  |                     |                     |                     |
|  | 6                    | Mark Selby           | 10                   | 6  | Mark Selby    | 10                         |                            |                            |    |               |                         |                         |                         |  |  |                     |                     |                     |
|  | 11                   | Si Jiahui            | 6                    | 6  | Mark Selby    | 10                         |                            |                            | 6  | Mark Selby    | 10                      |                         |                         |  |  |                     |                     |                     |
|  | 11                   | Si Jiahui            | 6                    |    |               |                            |                            |                            | 6  | Mark Selby    | 10                      |                         |                         |  |  |                     |                     |                     |
|  |                      |                      |                      |    | 10            | Ding Junhui                | 2                          |                            |    |               |                         |                         |                         |  |  |                     |                     |                     |
|  |                      |                      |                      | 2  | 10            | Ding Junhui                | 2                          | Kyren Wilson               | 5  |               |                         |                         |                         |  |  |                     |                     |                     |
|  | 7                    | Mark Williams        | 3                    | 2  |               |                            |                            | Kyren Wilson               | 5  |               |                         |                         |                         |  |  |                     |                     |                     |
|  | 7                    | Mark Williams        | 3                    | 10 | Ding Junhui   | 10                         |                            |                            |    |               |                         |                         |                         |  |  |                     |                     |                     |
|  | 10                   | Ding Junhui          | 10                   | 10 | Ding Junhui   | 10                         |                            |                            |    |               |                         |                         |                         |  |  |                     |                     |                     |
|  | 10                   | Ding Junhui          | 10                   |    |               |                            |                            |                            |    |               |                         |                         |                         |  |  |                     |                     |                     |

### Finale
| Finale: Best of 19 Frames Schiedsrichter/in: Marcel Eckardt Manchester Central, Manchester, England, 6. April 2025 |                |            |
| John Higgins | 10:8           | Mark Selby |
| Nachmittagssession: 66:6, 0:135 (135), 94:0 (68), 102:0 (102), 73:22, 102:4 (102), 0:136 (112), 0:136 (136) Abendsession: 1:114 (68), 9:67, 25:100 (55), 31:95 (77), 0:119 (119), 110:0 (110), 72:0 (67), 65:18, 84:0 (80), 132:0 (132) |                |            |
| 132 | Höchstes Break | 136        |
| 4 | Century-Breaks | 4          |
| 7 | 50+-Breaks     | 7          |

## Century-Breaks
Neun Spieler spielten 39 Aufnahmen mit 100 oder mehr Punkten. Der Sieger John Higgins spielte mit einer 144 das höchste Break und zusammen mit dem Finalisten Mark Selby mit je 11 Centurys die meisten.
| John Higgins  | 144, 137, 132, 130, 126, 110, 107, 104, 102 (2×), 100 |
| Barry Hawkins | 140, 134, 132, 131, 126, 125, 121, 101                |
| Mark Selby    | 136 (2×), 135, 128, 124, 123, 119, 112, 105, 104, 103 |
| Ding Junhui   | 126, 116, 102                                         |
| Si Jiahui     | 125, 114                                              |
| Kyren Wilson  | 106                                                   |
| Judd Trump    | 103                                                   |
| Xiao Guodong  | 100                                                   |
| Wu Yize       | 100                                                   |